# Hexatoma (Eriocera) hargreavesi
Hexatoma (Eriocera) hargreavesi is een tweevleugelige uit de familie steltmuggen (Limoniidae). De soort komt voor in het Afrotropisch gebied.